# PEC in het seizoen 1930/31
Het seizoen 1930/1931 is het 21e jaar in het bestaan van de Zwolse voetbalclub PEC. De club komt uit in de Eerste Klasse Oost.

## Wedstrijdstatistieken

### Eerste Klasse Oost
| Go Ahead                                                           |                                                                          |               | |
|                                                                    | PEC                                                                      | 1 – 0 (1 – 0) | Go Ahead |
| 4 januari 1931 Plaats: Zwolle Sportpark De Vrolijkheid             | Huub Pallandt 20'                                                        | IJsselderby   | |
|                                                                    | Go Ahead                                                                 | 1 – 4 (1 – 2) | PEC |
| 21 september 1930 Plaats: Deventer De Adelaarshorst                | Jan de Kreek (pen)                                                       | IJsselderby   | Huub Pallandt Tom Knuppel Lourens van de Bend                                                                    |
| AVC Heracles                                                       |                                                                          |               | |
|                                                                    | PEC                                                                      | 4 – 2 (3 – 1) | AVC Heracles |
| 12 oktober 1930 Plaats: Zwolle Sportpark De Vrolijkheid            | Philip de Bruyn 3' Tom Knuppel Wim de Bruyn 30' Wim de Bruyn 55'         |               | Frits Schipper 50' Jopie Schipper                                                                                |
|                                                                    | AVC Heracles                                                             | 2 – 7 (0 – 2) | PEC |
| 25 januari 1931 Plaats: Almelo Gemeentelijk Sportpark Bornsestraat | Jopie Schipper                                                           |               | Philip de Bruyn 30' Coen van Brummen Wim de Bruyn Philip de Bruyn Coen van Brummen Philip de Bruyn Huub Pallandt |
| Sportclub Enschede                                                 |                                                                          |               | |
|                                                                    | PEC                                                                      | 3 – 3 (1 – 1) | Sportclub Enschede                                                                                               |
| 28 december 1930 Plaats: Zwolle Sportpark De Vrolijkheid           | Philip de Bruyn Wim de Bruyn Baaye de Groot                              |               | Plas Herman Mellink 75' Jan Frölich                                                                              |
|                                                                    | Sportclub Enschede                                                       | 1 – 1 (1 – 0) | PEC |
| 15 februari 1931 Plaats: Enschede G.J. van Heekpark                | Plas 21'                                                                 |               | 75' Wim Velthuizen                                                                                               |
| WVV Wageningen                                                     |                                                                          |               | |
|                                                                    | PEC                                                                      | 1 – 4 (0 – 1) | WVV Wageningen                                                                                                   |
| 9 november 1930 Plaats: Zwolle Sportpark De Vrolijkheid            | Jan Manni                                                                |               | 3' Jo van Drumpt 50' Evert van der Heijden of van Oord Jo van Drumpt van Oord                                    |
|                                                                    | WVV Wageningen                                                           | 3 – 0 (1 – 0) | PEC |
| 15 maart 1931 Plaats: Wageningen Stadion de Wageningse Berg        | Evert van der Heijden 43' v.d.Heuvel 52' Evert van der Heijden (pen) 70' |               | |
| AGOVV                                                              |                                                                          |               | |
|                                                                    | PEC                                                                      | 3 – 2 (2 – 1) | AGOVV |
| 3 mei 1931 Plaats: Zwolle Sportpark De Vrolijkheid                 | Jan van der Meulen Huub Pallandt Jan van der Meulem                      |               | 1' Jo Kluim Rein Nijman                                                                                          |
|                                                                    | AGOVV                                                                    | 1 – 5 (0 – 4) | PEC |
| 5 oktober 1930 Plaats: Apeldoorn Sportpark Berg & Bos              | Bertus Buitenhuis                                                        |               | 15' Philip de Bruyn Wim de Bruyn Jan Manni Huub Pallandt                                                         |
| HVV Tubantia                                                       |                                                                          |               | |
|                                                                    | PEC                                                                      | 2 – 2 (1 – 2) | HVV Tubantia |
| 30 november 1930 Plaats: Zwolle Sportpark De Vrolijkheid           | Philip de Bruyn Eef Admiraal (pen)                                       |               | Hoitink Wevers                                                                                                   |
|                                                                    | HVV Tubantia                                                             | 0 – 1 (0 – 0) | PEC |
| 12 april 1931 Plaats: Hengelo Sportpark De Bijenkorf               |                                                                          |               | 83' Wim de Bruyn                                                                                                 |
| Z.A.C.                                                             |                                                                          |               | |
|                                                                    | PEC                                                                      | 5 – 0 (0 – 0) | ZAC |
| 28 september 1930 Plaats: Zwolle Gemeentelijk Sportpark            | Huub Pallandt 60' Philip de Bruyn Wim de Bruyn Tom Knuppel 85'           |               | |
|                                                                    | ZAC                                                                      | 2 – 2 (1 – 1) | PEC |
| 11 januari 1931 Plaats: Zwolle Sportpark Veerallee                 | Jaap Hollander Charles van Born                                          |               | Johan Heilhof Philip de Bruyn                                                                                    |
| AVC Vitesse                                                        |                                                                          |               | |
|                                                                    | PEC                                                                      | 1 – 2 (0 – 0) | AVC Vitesse |
| 8 maart 1931 Plaats: Zwolle Sportpark De Vrolijkheid               | Wim de Bruyn 46'                                                         |               | 78' Jan Dommering 80' Wim Velthuizen                                                                             |
|                                                                    | AVC Vitesse                                                              | 0 – 7 (0 – 1) | PEC |
| 26 oktober 1930 Plaats: Arnhem Monnikenhuize                       |                                                                          |               | 43' Tom Knuppel 50' Philip de Bruyn 60' Tom Knuppel 70' Huub Pallandt Philip de Bruyn                            |
| Robur et Velocitas                                                 |                                                                          |               | |
|                                                                    | PEC                                                                      | 3 – 2 (1 – 0) | Robur et Velocitas                                                                                               |
| 19 april 1931 Plaats: Zwolle Sportpark De Vrolijkheid              | Huub Pallandt 18' Huub Pallandt 50' Tom Knuppel                          |               | Carel Kres |
|                                                                    | Robur et Velocitas                                                       | 2 – 3 (0 – 0) | PEC |
| 23 november 1930 Plaats: Apeldoorn Sportpark Kerschoten            | Krooshof 46' Elfring 82'                                                 |               | 47' Philip de Bruyn Huub Pallandt 83' Philip de Bruyn                                                            |

### Play-offs
| Kampioens play-off                                             | PEC                    | 1 – 2 (1 – 1) | Go Ahead                                |
| 10 mei 1931 Plaats: Almelo Gemeentelijk Sportpark Bornsestraat | Jan van der Meulen 20' | IJsselderby   | 42' (pen) Jan de Kreek 63' Jan de Kreek |

## Selectie en technische staf

### Selectie 1930/31
| Nat.               | Naam                  | Competitie | Competitie | Beker      | Beker      | Totaal     | Totaal     | Seizoen    | Vorige club |            |            |            |            |            |
| Nat.               | Naam                  | W          |            | W          |            | W          |            | Seizoen    | Vorige club |            |            |            |            |            |
| Doelmannen         | Doelmannen            | Doelmannen | Doelmannen | Doelmannen | Doelmannen | Doelmannen | Doelmannen | Doelmannen | Doelmannen  | Doelmannen | Doelmannen | Doelmannen | Doelmannen | Doelmannen |
| ------------------ | --------------------- | ---------- | ---------- | ---------- | ---------- | ---------- | ---------- | ---------- | ----------- | ---------- | ---------- | ---------- | ---------- | ---------- |
| Vlag van Nederland | Jos de Bont           | –          | –          | –          | –          | –          | –          | –          | Onbekend    |            |            |            |            |            |
| Veldspelers        |                       |            |            |            |            |            |            |            |             |            |            |            |            |            |
| Vlag van Nederland | Barend de Groot       | –          | –          | –          | –          | –          | –          | –          | Onbekend    |            |            |            |            |            |
| Vlag van Nederland | Bas Doorneweert       | –          | –          | –          | –          | –          | –          | –          | Onbekend    |            |            |            |            |            |
| Vlag van Nederland | Lourents van der Bend | –          | –          | –          | –          | –          | –          | –          | Onbekend    |            |            |            |            |            |
| Vlag van Nederland | J. Vogelzang          | –          | –          | –          | –          | –          | –          | –          | Onbekend    |            |            |            |            |            |
| Vlag van Nederland | Jan van der Meulen    | –          | –          | –          | –          | –          | –          | –          | Onbekend    |            |            |            |            |            |
| Vlag van Nederland | Harry Kliphuis        | –          | –          | –          | –          | –          | –          | –          | Onbekend    |            |            |            |            |            |
| Vlag van Nederland | Tom Knuppel           | –          | –          | –          | –          | –          | –          | –          | Onbekend    |            |            |            |            |            |
| Vlag van Nederland | Philip de Bruyn       | –          | –          | –          | –          | –          | –          | –          | Onbekend    |            |            |            |            |            |
| Vlag van Nederland | Wim de Bruyn          | –          | –          | –          | –          | –          | –          | –          | Onbekend    |            |            |            |            |            |
| Vlag van Nederland | Coen van Brummen      | –          | –          | –          | –          | –          | –          | –          | Onbekend    |            |            |            |            |            |
| Vlag van Nederland | Baay de Groot         | –          | –          | –          | –          | –          | –          | –          | Onbekend    |            |            |            |            |            |
| Vlag van Nederland | Wim Velthuizen        | –          | –          | –          | –          | –          | –          | –          | Onbekend    |            |            |            |            |            |
| Vlag van Nederland | Eef Admiraal          | –          | –          | –          | –          | –          | –          | –          | Onbekend    |            |            |            |            |            |
| Vlag van Nederland | Johan Heilhof         | –          | –          | –          | –          | –          | –          | –          | Onbekend    |            |            |            |            |            |
| Vlag van Nederland | Jan Manni             | –          | –          | –          | –          | –          | –          | –          | Onbekend    |            |            |            |            |            |
| Vlag van Nederland | F. Kuijer             | –          | –          | –          | –          | –          | –          | –          | Onbekend    |            |            |            |            |            |
| Vlag van Nederland | Huub Pallandt         | –          | –          | –          | –          | –          | –          | –          | Onbekend    |            |            |            |            |            |
| Nat.               | Naam                  | W          |            | W          |            | W          |            | Seizoen    | Vorige club |            |            |            |            |            |
| Nat.               | Naam                  | Competitie | Competitie | Beker      | Beker      | Totaal     | Totaal     | Seizoen    | Vorige club |            |            |            |            |            |

### Technische staf
| Naam       | Functie      |
| ---------- | ------------ |
| Sid Castle | Hoofdtrainer |

## Statistieken PEC 1930/1931

### Eindstand PEC in de Nederlandse Eerste Klasse Oost 1930 / 1931
| Stand | Gespeeld | Gewonnen | Gelijk | Verloren | Punten | Doelpunten voor | Doelpunten tegen |
| ----- | -------- | -------- | ------ | -------- | ------ | --------------- | ---------------- |
| 2e    | 18       | 11       | 4      | 3        | 26     | 53              | 29               |

### Punten per tegenstander
|       | Go Ahead | AVC Heracles | Sportclub Enschede | WVV Wageningen | AGOVV | HVV Tubantia | Z.A.C. | AVC Vitesse | Robur et Velocitas |
| ----- | -------- | ------------ | ------------------ | -------------- | ----- | ------------ | ------ | ----------- | ------------------ |
| Thuis | 2        | 2            | 1                  | 0              | 2     | 1            | 2      | 0           | 2                  |
| Uit   | 2        | 2            | 1                  | 0              | 2     | 2            | 1      | 2           | 2                  |

### Doelpunten per tegenstander
|       | Go Ahead | AVC Heracles | Sportclub Enschede | WVV Wageningen | AGOVV | HVV Tubantia | Z.A.C. | AVC Vitesse | Robur et Velocitas | Totaal |
| ----- | -------- | ------------ | ------------------ | -------------- | ----- | ------------ | ------ | ----------- | ------------------ | ------ |
| Thuis | 1        | 4            | 3                  | 1              | 3     | 2            | 5      | 1           | 3                  | 23     |
| Uit   | 4        | 7            | 1                  | 0              | 5     | 1            | 2      | 7           | 3                  | 30     |
|       |          |              |                    |                |       |              |        |             |                    | 53     |